# رالف مورگن
رالف مورگن (انگلیسی: Ralph Morgan؛ ۶ ژوئیهٔ ۱۸۸۳ – ۱۱ ژوئن ۱۹۵۶) بازیگر اهل ایالات متحده آمریکا بود. وی بین سال‌های ۱۹۰۸ تا ۱۹۵۳ میلادی فعالیت می‌کرد.

## گزیده فیلمشناسی
از فیلم‌ها یا برنامه‌های تلویزیونی که وی در آن نقش داشته‌است می‌توان به آثار زیر اشاره کرد.
- راسپوتین و امپراتریس (۱۹۳۲)
- قدرت و جلال (فیلم ۱۹۳۳)
- دکتر بول (۱۹۳۳)
- مردان کوچک (فیلم ۱۹۳۴)
- اورینت اکسپرس (۱۹۳۴)
- وسوسه باشکوه (فیلم ۱۹۳۵)
- سرعت (فیلم ۱۹۳۶)
- آنتونی ادورس (۱۹۳۶)
- یلواستون (فیلم) (۱۹۳۶)
- ژنرال اسپنکی (۱۹۳۶)
- زندگی امیل زولا (۱۹۳۷)
- مانکن (فیلم ۱۹۳۷)
- ولز فارگو (فیلم) (۱۹۳۷)
- من هنوز زنده‌ام (فیلم) (۱۹۴۰)
- جک لندن (فیلم) (۱۹۴۳)
- مجنون هیتلر (۱۹۴۳)
- زن عجیب و غریب (۱۹۴۴)
- ترانه مرد لاغر (۱۹۴۷)